# Deutsches Edelsteinmuseum
Het Deutsches Edelsteinmuseum bevindt zich in Idar-Oberstein in de nabijheid van de Deutschen Edelsteinbörse. In het museum worden alle edelsteensoorten ter wereld tentoongesteld. De nadruk echter ligt op steensoorten die in de omgeving zijn gevonden, zoals agaat.
Enige voorbeelden uit de collectie:

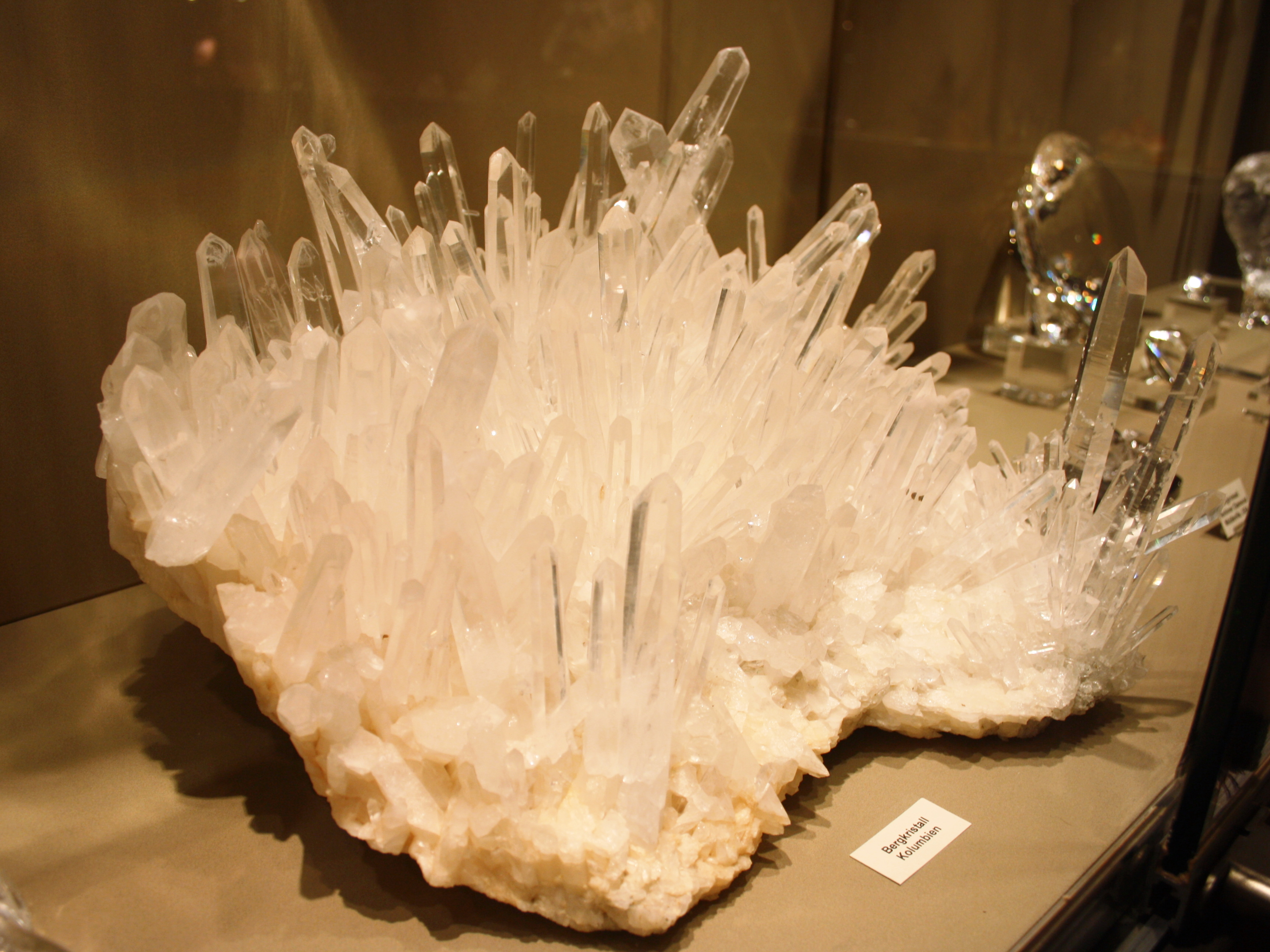
Bergkristal
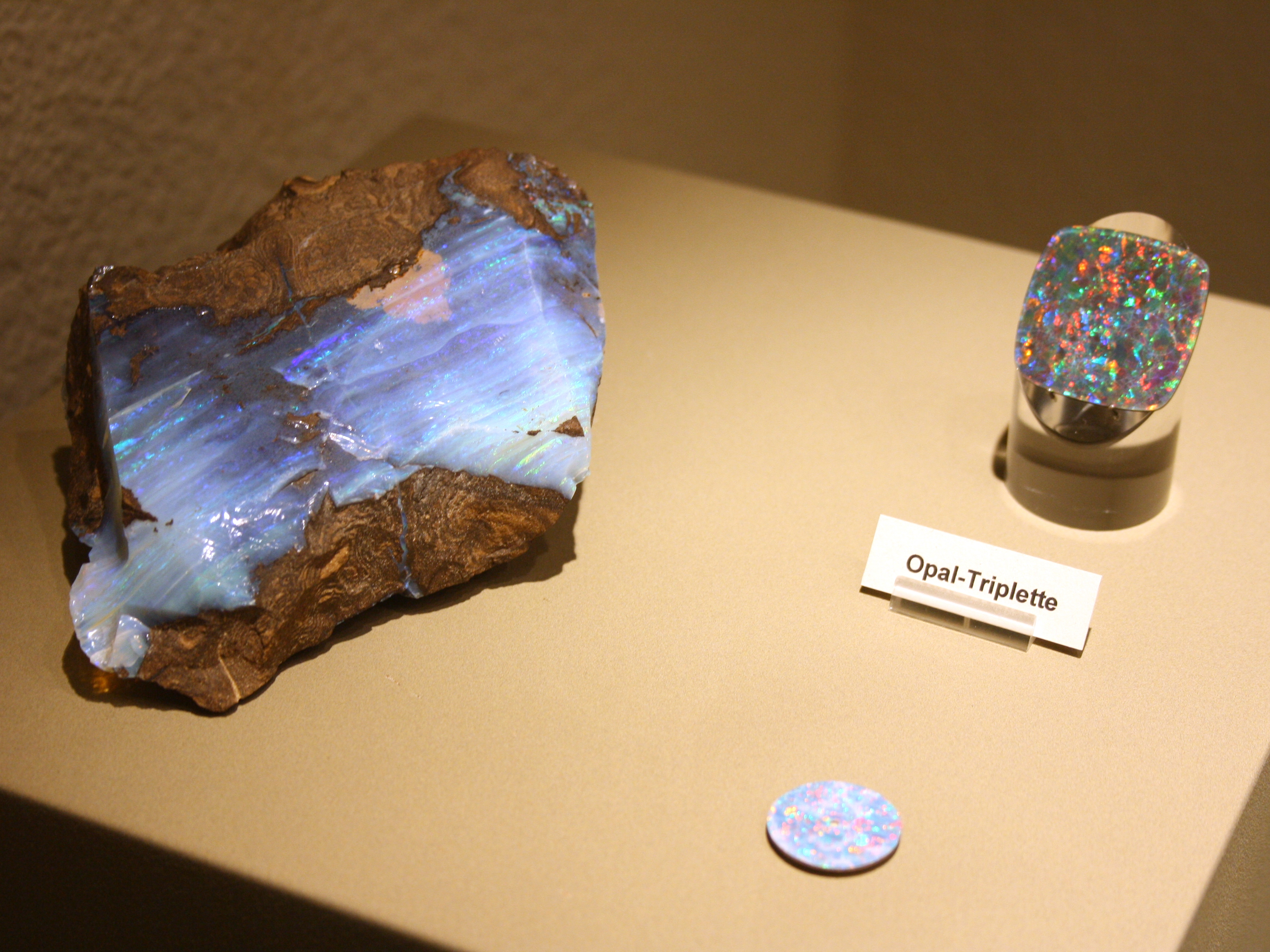
Opaal
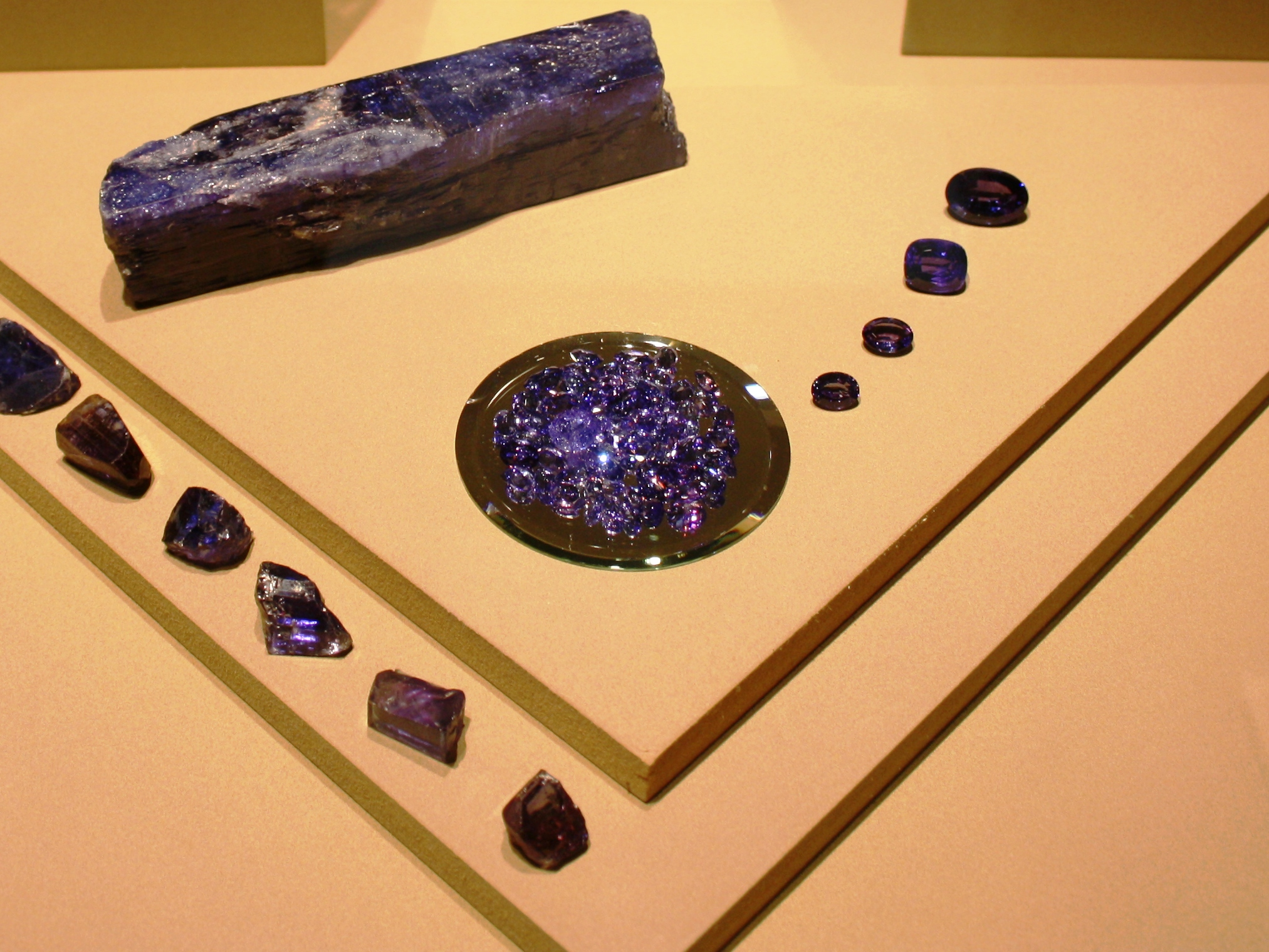
Tanzaniet
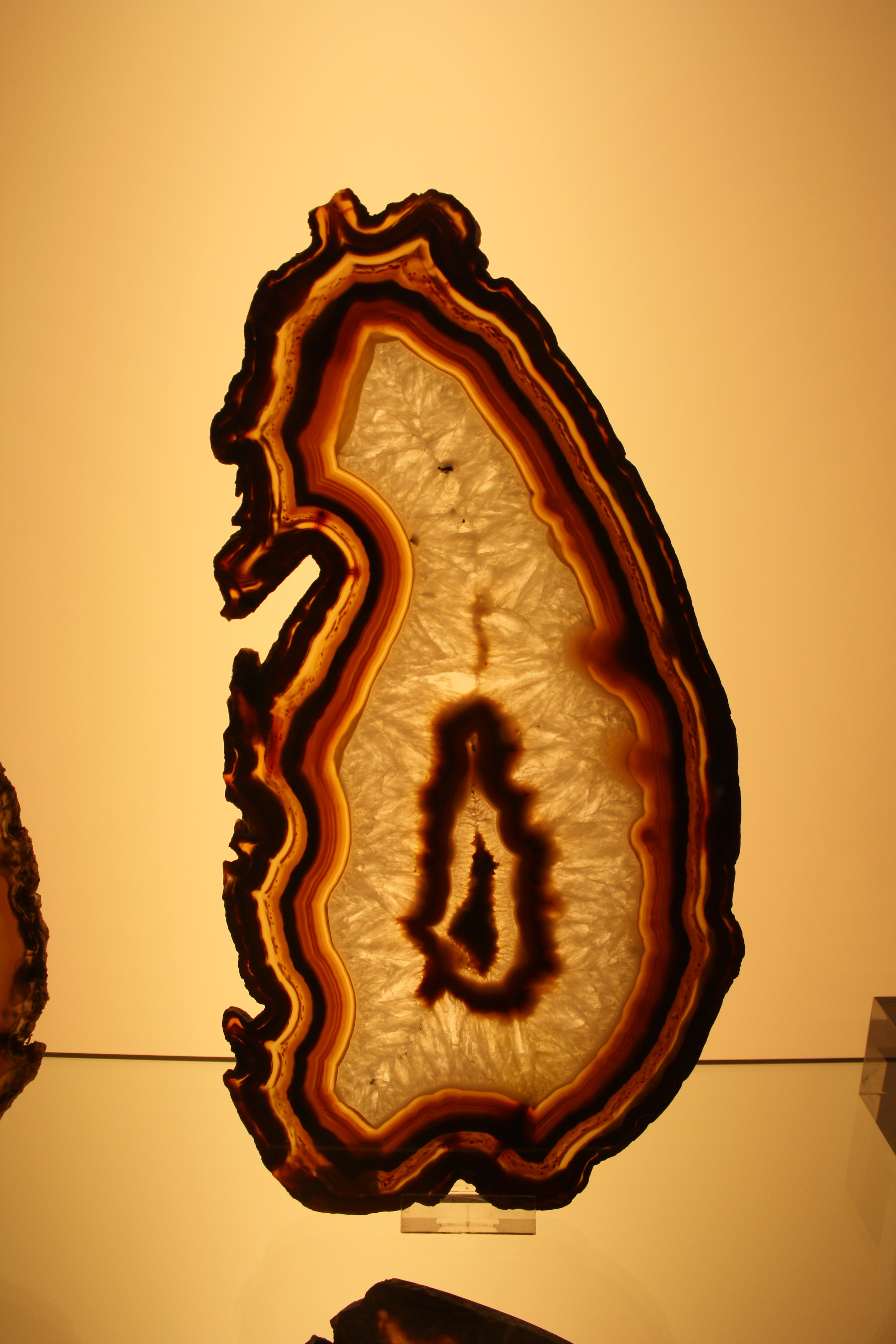
Agaat
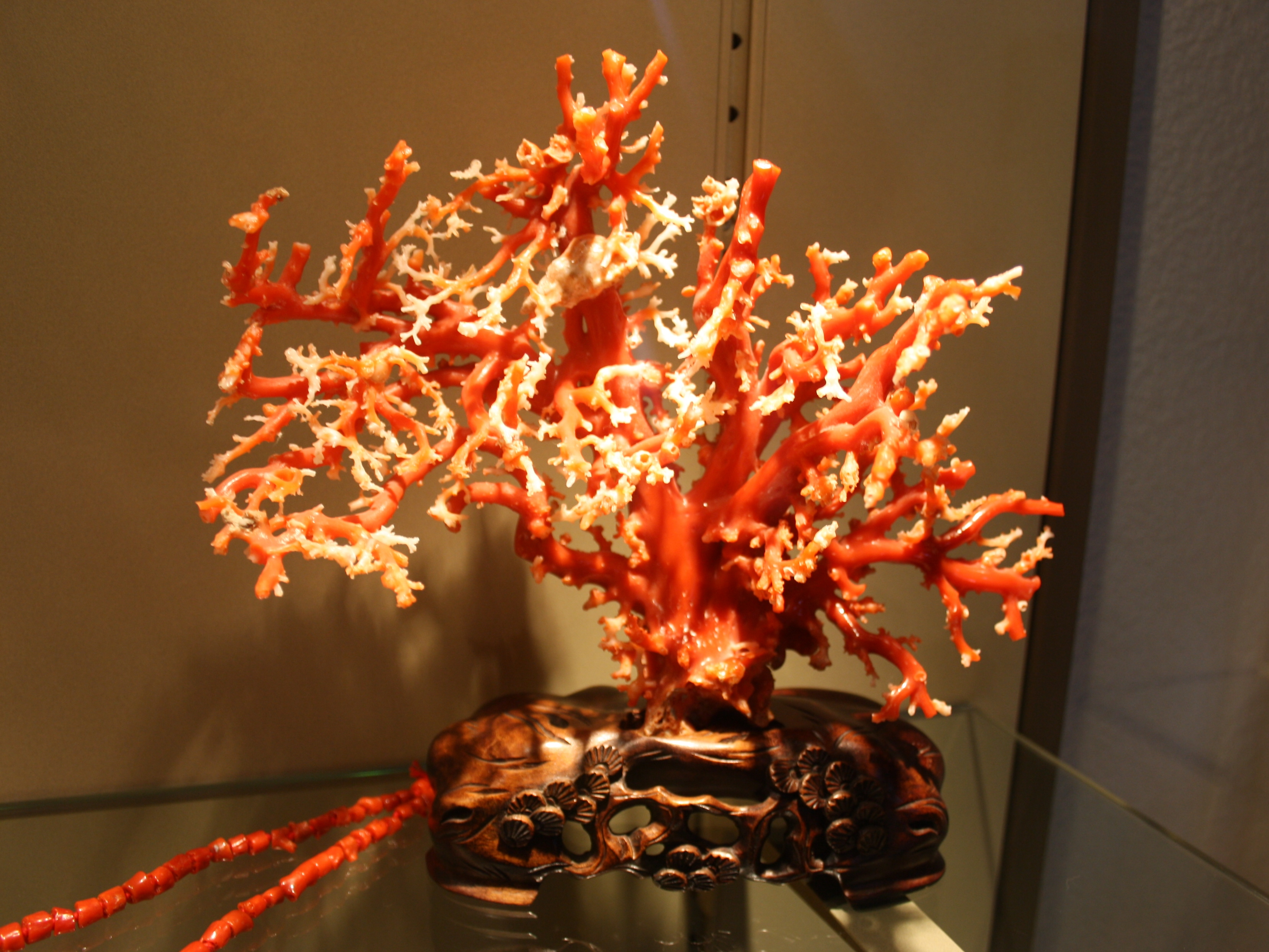
Koraal
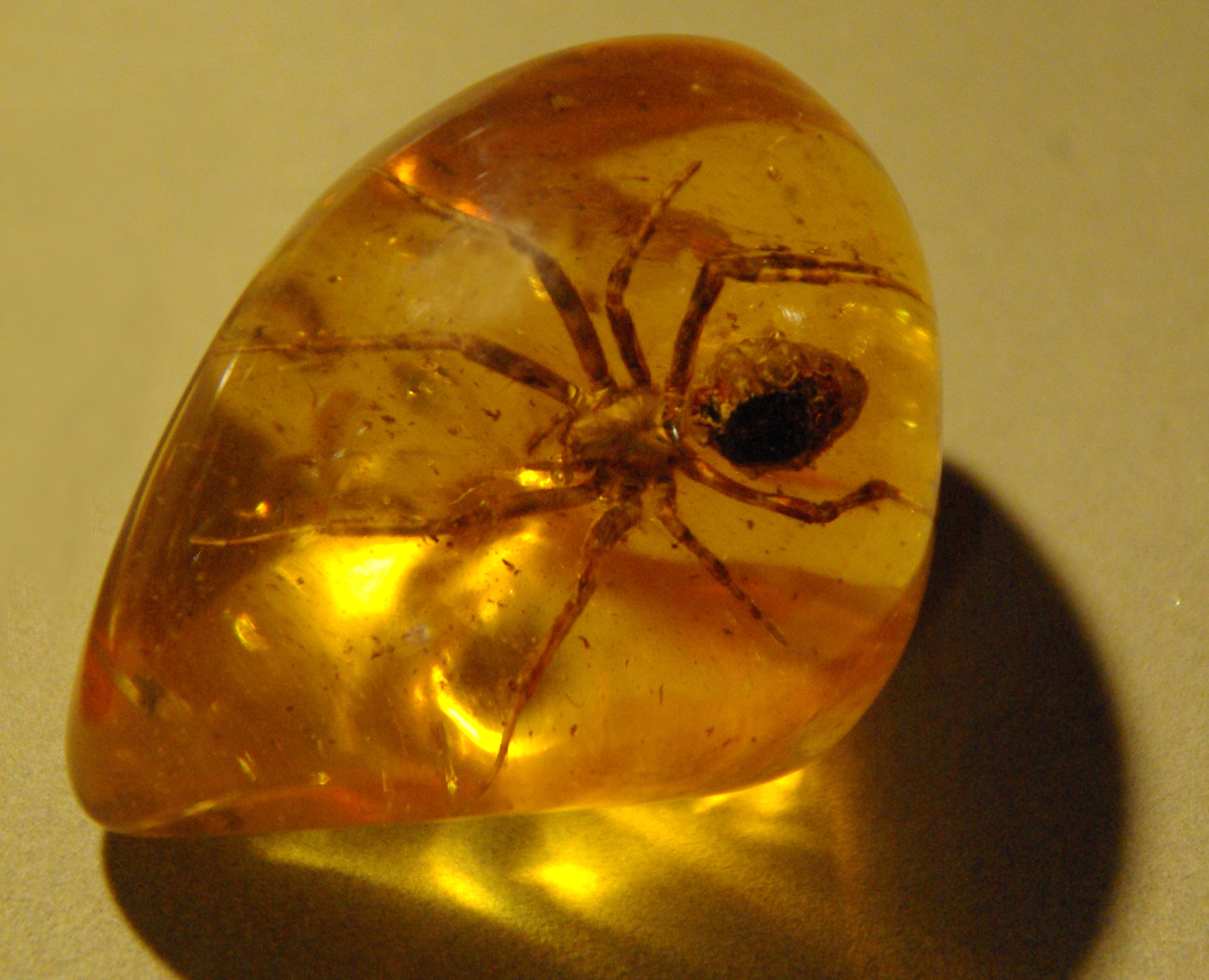
Barnsteen
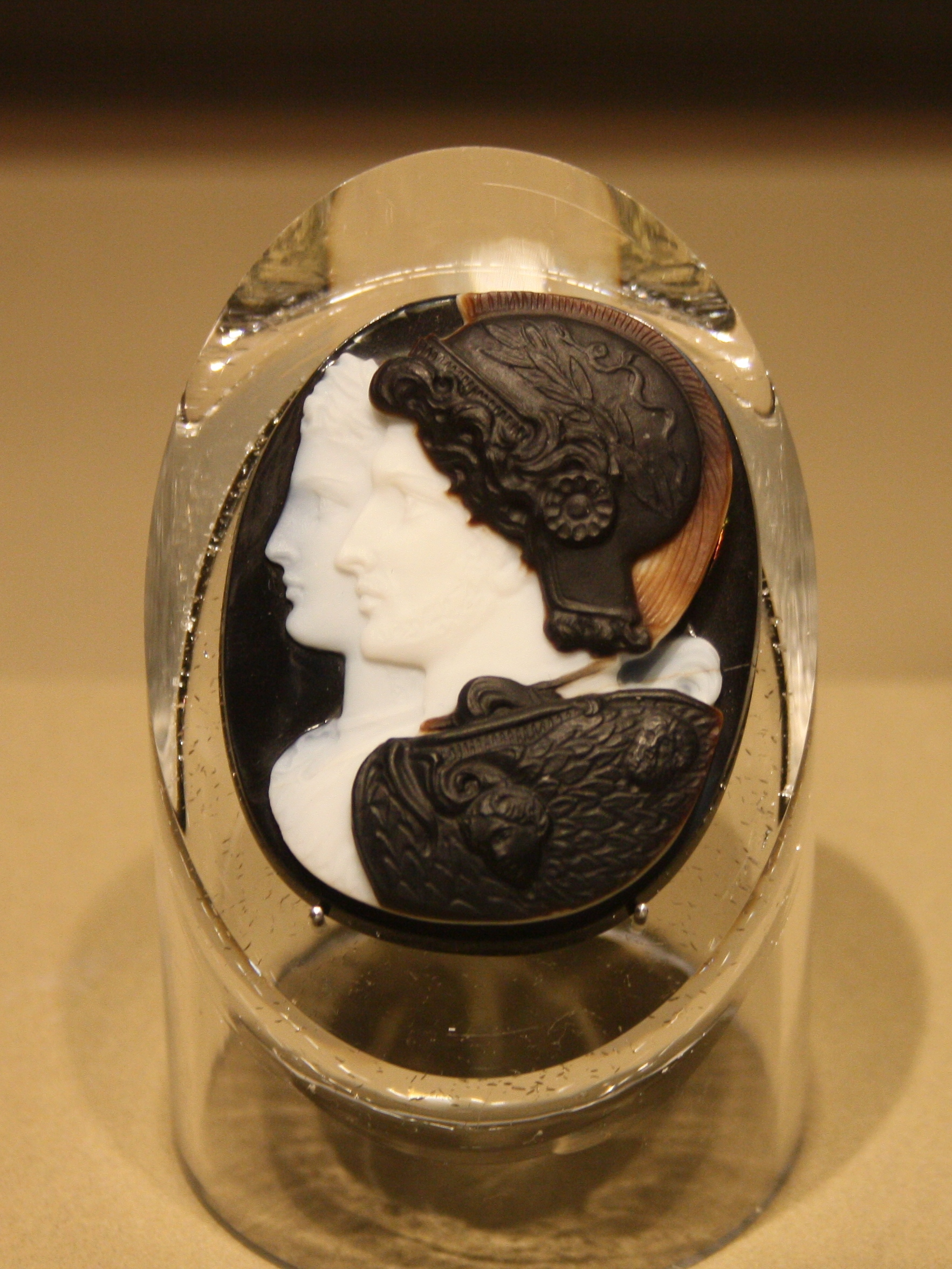
Camee
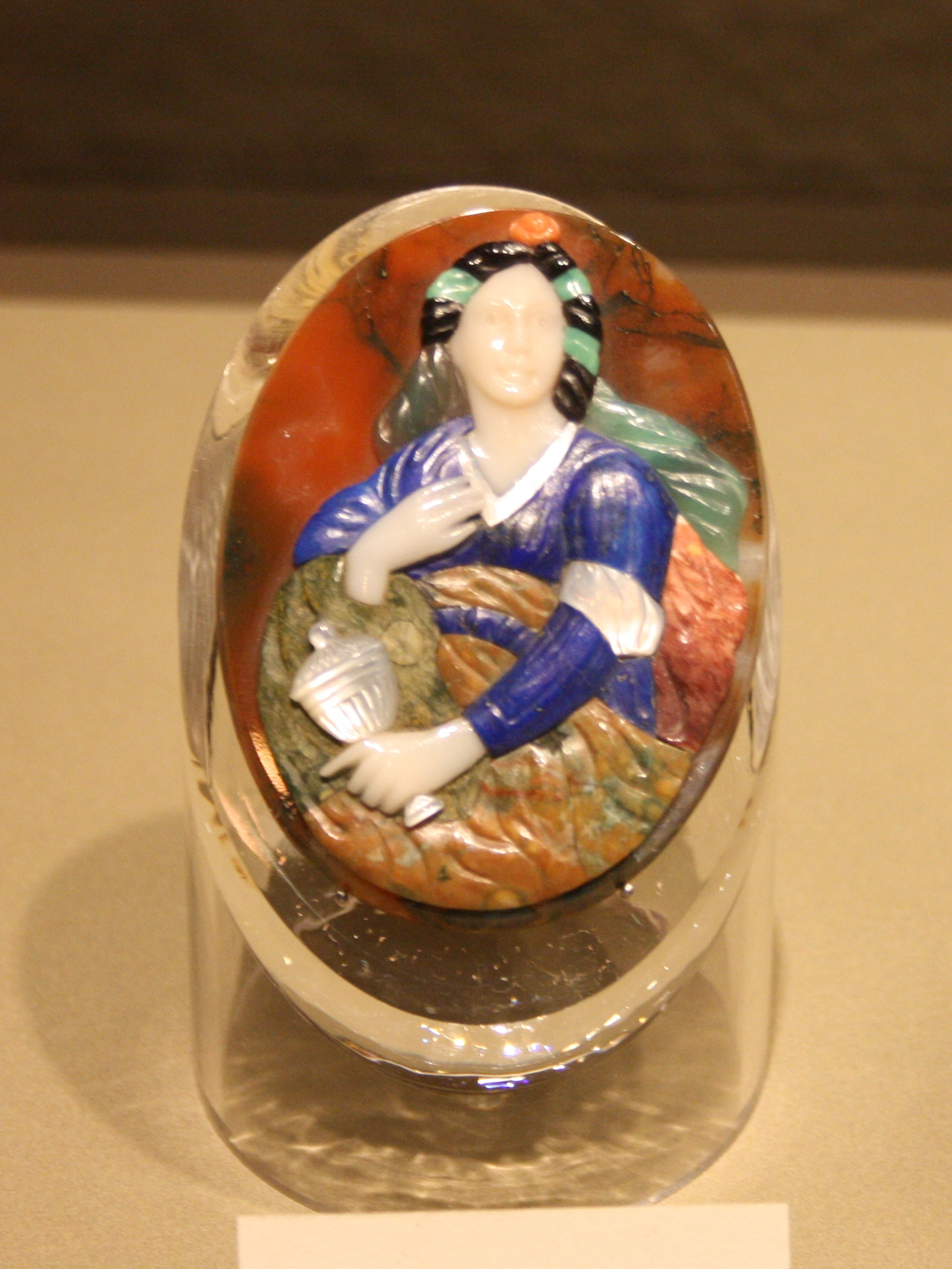
Camee

## Tentoonstellingen (selectie)
- 2014 - MineralART 2014 Between layers - Innenwelten des Achats